# Uništa (Bosansko Grahovo)
Pour les articles homonymes, voir Uništa.
Uništa (en cyrillique : Уништа) est un village de Bosnie-Herzégovine. Il est situé dans la municipalité de Bosansko Grahovo, dans le canton 10 et dans la fédération de Bosnie-et-Herzégovine. Selon les premiers résultats du recensement bosnien de 2013, il compte 177 habitants.

## Démographie

### Évolution historique de la population
| 1948 | 1953 | 1961 | 1971 | 1981 | 1991 | 2013 |
| ---- | ---- | ---- | ---- | ---- | ---- | ---- |
| -    | -    | 395  | 375  | 337  | 216  | 177  |

|  |